# Tatra Occidentali
I Tatra Occidentali (slovacco: Západné Tatry, polacco: Tatry Zachodnie) appartengono alla catena dei Monti Tatra, parte dei Carpazi Occidentali Interni. Si trovano al confine tra la Slovacchia e la Polonia, sono delimitati ad est dagli Alti Tatra, a sud dal bacino Podtatranská kotlina, a ovest dai Monti Choč e a nord dall'area del Podtatranská brázda. Il crinale principale ha una lunghezza di 37 km e nella catena sono presenti 31 cime superiori ai 2.000 m di altezza.
I Tatra Occidentali sono il secondo gruppo montuoso più alto della Slovacchia; la cima più elevata è il Bystrá, con i suoi 2.248 m. Tra le altre cime vi sono il Jakubiná (2.194 m), il Baranec (2.184 m), il Baníkov (2.178 m). La cima più alta sul versante polacco è il Starorobociański Wierch (2.176 m).
Tutti i visitatori dei Tatra Occidentali sono obbligati dal 1º luglio 2006 a coprire tutti i costi riguardanti un loro eventuale salvataggio da parte del Servizio di soccorso montano. Ai visitatori è inoltre severamente vietato abbandonare i sentieri già tracciati, bivaccare sulle montagne o accendere fuochi.